# Kalendarium wojny domowej w Libii (20 sierpnia – 23 października 2011)
Poniższe zestawienie prezentuje chronologię wydarzeń z wojny domowej w Libii w roku 2011, począwszy od II bitwy o Trypolis.

## Chronologia wydarzeń

### Bitwa o Trypolis

#### 20 sierpnia – zdobycie przez rebeliantów Az-Zawiji i Al-Aziziji; początek bitwy o Trypolis
Rebelianci zdobyli pełną kontrolę nad miastem Az-Zawija. Rebelianci oprowadzili dziennikarzy po zdobytych pozycjach. Walki toczyły się 27 km na zachód od miasta.
Rebelianci pokonali armię lojalistów mieście Al-Azizija, zdobywając tym samym kontrole nad miastem.
Powstańcy w po południu wycofali się z przemysłowej części Marsy al-Burajki na skutek intensywnego ostrzału artyleryjskiego, podjęto oblężenie części przemysłowej. Jednak w wyniku kontrataku, ponownie zdobyli centrum miasta.
W godzinach porannych RAF zintensyfikowało naloty na Trypolis dla utorowania drogi rebeliantom. Zbombardowano m.in. siedzibę libijskiego wywiadu i centrum dowodzenia wojsk Kaddafiego. W Bengazi agenci brytyjskiego wywiadu prowadzili z NRT rozmowy o dopracowaniu planu powstania w Trypolisie. Powstańcy od kilku tygodni przerzucali broń, sprzęt łączności i bojowników na tereny wokół stolicy w ramach przygotowań do wzniecenia powstania. W sumie od kwietnia do miasta przeniknęło ok. 2.000 zakonspirowanych powstańców, obecni w mieści byli także pojedynczy agenci państw zachodnich. Przygotowane zostały przez tę konspiracyjną grupę listy celów do ataku, m.in. ośrodków dowodzenia, tajnych schronów, koszar, posterunków policji, radarów i central telefonicznych. Dużą rolę w infiltracji aparatu władzy miał natomiast Abdel Madżid Mlegta. Sygnałem do wywołania powstania było przemówienie szefa Rady Tymczasowej Mustafy Dżalila w opozycyjnej telewizji, w którym wzywał mieszkańców Trypolisu do rebelii. Około godziny 20 powstańcy zajęli meczet Ben Nabiego w pobliżu centrum miasta, z jego głośników nadano hasła antyrządowe i wezwania do walki. W tym czasie odbył się kolejny nalot RAF na wyznaczone cele w mieście.
Tunezyjskie wojsko stoczyło nocą i rankiem walkę z niezidentyfikowaną kolumną uzbrojonych ciężarówek pod miastem Duz, po walce napastnicy uciekli.
Szabrownicy, w tym wojsko Kaddafiego, rabowali w Trypolisie posesje należące do obcokrajowców, którzy opuścili miasto. Wieczorem rebelianci dotarli do stolicy i tym samym rozpoczęła się bitwa o stolicę.
Tunezja uznała władze powstańcze za jedyne legalne przedstawicielstwo społeczeństwa libijskiego.

#### 21 sierpnia – walki w Trypolisie

Zmiany przebiegu frontu w Trypolisie

Po nalocie NATO w Trypolisie zaczęły się tego dnia walki między powstańcami a siłami Kaddafiego. Przez cały dzień strony podawały sprzeczne informacje o sytuacji; lojaliści rano informowali o całkowitym opanowaniu sytuacji, powstańcy natomiast o zajęciu części miasta i ciężkich walkach o strategiczne punkty. Wejście do Trypolisu przez powstańców było możliwe dzięki przejściu na ich stronę Mohammeda Eshkala, dowódcy „Brygady Mohammed Megrayef”, która odpowiadała za obronę dróg wjazdowych do miasta. Eshkel poparł powstańców w zemście za skazanie na śmierć w latach 80. XX wieku jego kuzyna.
W ciągu dnia powstańcy poinformowali o zajęciu lotniska międzynarodowego i wojskowego, magazynów broni oraz dzielnicy Tadżura. Obie strony nie były w stanie początkowo oszacować liczby zabitych i rannych. Wieczorem rzecznik rządu poinformował, że w walkach zginęło 1300 osób.
Po południu z Misraty morzem dotarły do Trypolisu posiłki dla powstańców w sile 200 ludzi. Powstańcy weszli wieczorem do dzielnicy Dżanzur, również wieczorem zjawił się tam przedstawiciel władz powstańczych. Wieczorem telewizje Al-Dżazira i Al-Arabija poinformowały, że oddział odpowiedzialny za ochronę Kaddafiego poddał się i złożył broń. Powstańcy mieli też opanować Plac Zielony w centrum miasta bez oporu ze strony żołnierzy Kaddafiego.
W ciągu dnia dpa poinformowała, że Kaddafi uciekł z rodziną w stronę granicy Algierii, ale kilka godzin później dyktator zdementował te informacje w nagraniu audio wyemitowanym przez państwową telewizję. Wieczorem przewodniczący NRT powiedział w wywiadzie dla Al-Dżaziry, że Saif al-Islam Kaddafi został schwytany przez powstańców.
W międzyczasie jedna z brygad powstańczych opanowała Dżuddaim na wschód od Az-Zawiji i rozpoczęła marsz w stronę Trypolisu, gdzie zaczęło się powstanie. Powstańcy zdobyli także Tarhunę, 80 km na południowy wschód od Trypolisu.
Powstańcy zostali zmuszeni do wycofania się z Al Maji (35 km na zachód od stolicy) po ciężkim ostrzale.
Rebelianci zdobyli opuszczone koszary Brygady Chamisa położone 27 km na zachód od Trypolisu, przejęli znaczną ilość uzbrojenia i amunicji pozostawionej przez wojska Kaddafiego.

#### 22 sierpnia – walki w Trypolisie
Nocą powstańcy ogłosili całkowite opanowanie miasta, na Placu Zielonym powstańcy świętowali zwycięstwo. W nocy strona powstańcza przyznała jednak, że w Trypolisie utrzymują się ogniska oporu wojska. Rano obszar kontrolowany przez powstańców określono na 80-85% miasta.
Walki straciły już na swojej intensywności, jednak w kilku sektorach miasta toczyła się nadal wymiana ognia. Bitwa rozgrywała się wokół kompleksów rządowych Bab al-Azizia, hotelu Rixos. Także na południu stolicy toczył się pojedynek w którym wojsko używało czołgów.
Wczesnym popołudniem powstańcy poinformowali o zajęciu budynku telewizji państwowej.
Tuż po północy powstańcza telewizja Barada TV doniosła o rzekomym zastrzeleniu Maummara Kaddafiego przez powstańców i poddaniu się najstarszego z synów, Mohameda, powstańcom. Wkrótce później rzecznik rządu Kaddafiego Musa Ibrahim oświadczył, że rząd jest gotów podjąć negocjacje z powstańcami oraz że władze zwróciły się do NATO z prośbą o przekonanie powstańców do przerwania walk w Trypolisie. Po południu aresztowany został trzeci z synów Kaddafiego, Saadi. Informację o aresztowaniu dwóch synów Kaddafiego potwierdziła rzeczniczka prokuratora Międzynarodowego Trybunału Karnego. Wieczorem poinformowano natomiast o możliwej śmierci Chamisa Kaddafiego w walkach w Trypolisie. Nieznane pozostawały wciąż natomiast losy samego Muammara Kaddafiego.
NATO zapowiedziało, że lotnictwo państw Sojuszu pozostanie w gotowości nad Libią aż do całkowitego uspokojenia sytuacji w kraju.
PAP poinformowało, że rząd Polski wiosną 2011 roku dostarczył broń dla powstańców w Libii, ale Ministerstwo Obrony Narodowej zdecydowanie zaprzeczyło tym doniesieniom.
W nocy z 22 na 23 sierpnia Saif al-Islam Kaddafi zorganizował w rządowym kompleksie spotkanie dla zagranicznych dziennikarzy dla udowodnienia, że nie został aresztowany. Zapewnił także, że jego ojciec wciąż przebywa w Trypolisie, a sytuacja jest pod kontrolą wojska. Poinformował także o ucieczce z niewoli swojego brata, Mohameda. Z kolei powstańcy zapewnili, że Saif został wcześniej aresztowany, ale został uwolniony przez grupę powstańców, która miała w rzeczywistości pracować dla dyktatury.

#### 23 sierpnia – walki w Trypolisie

Sytuacja na froncie wschodnim po zajęciu większości Trypolisu

Około północy nocą z 22 na 23 sierpnia NATO zbombardowało kompleks rządowy w Trypolisie. Wczesnym popołudniem 23 sierpnia toczyły się walki o kompleks rządowy oraz w okolicy hotelu dla dziennikarzy zagranicznych. Po południu NATO ponownie zbombardowało budynki rządowe. Późnym popołudniem kompleks rządowy został zdobyty przez powstańców, bojownicy weszli także do rezydencji Kaddafiego. Wczesnym wieczorem powstańcy poinformowali, że Kaddafiego i jego rodziny nie ma w kompleksie rządowym Bab al-Azizja. Zabudowania rządowe zostały splądrowane. Późnym wieczorem siły Kaddafiego ostrzelały pociskami rakietowymi Trypolis, Misratę i Adżajlat. Poza atakiem rakietowym w stolicy kraju panował nocą spokój. Kaddafi wystąpił w nagraniu audio, nazywając swoją ewakuację z kompleksu rządowego manewrem taktycznym. Podczas trzydniowych walk w Trypolisie zginęło ponad 400 osób, a 2000 zostało rannych, natomiast w czasie całego omawianego dnia w walkach zginęło 15 rebeliantów, a 30 odniosło poważne obrażenia.
Wojska Kaddafiego ostrzelały Misratę pociskami balistycznymi, wszystkie trzy rakiety chybiły celu. Wieczorem lojaliści ostrzelali Zuwarę.
Powstańcy przejęli miasto Al-Ukajla na wschodzie kraju i skierowali się w stronę Ras al-Unuf, które zajęli ok. półtorej godziny później. Następnie podeszli w okolice miasta Bin Dżawad. Natomiast w Syrcie powstańcy negocjowali z miejscowym plemieniem pokojowe przejęcie miasta. W tym dniu toczyły się także ciężkie walki o Sabhę w głębi kraju.
Narodową Radę Tymczasową tego dnia uznały Maroko, Nigeria, Irak, Bahrajn i Grecja.
W czasie trwania bitwy o Trypolis szefowa dyplomacji UE Catherine Ashton obiecała pomoc medyczną dla dotkniętej ciężkimi walkami stolicy kraju, wsparcie dla nowych władz libijskich w przywracaniu bezpieczeństwa, pomoc w odbudowie gospodarczej kraju i wsparcie procesu demokratyzacji.
Narodowa Rada Tymczasowa zapowiedziała przeniesienie siedziby do Trypolisu w ciągu dwóch dni.

#### 24 sierpnia
24 sierpnia rano doszło do nalotu NATO. Walki toczyły się o hotel Rixos, w którym przetrzymywano ponad 30 zagranicznych dziennikarzy, których przed godz. 17. wypuszczono. Strzały były słyszane także w kompleksie Bab al-Azizija, który został ostrzelany przez wojsko. Tymczasem dramatyczna sytuacja panowała w stołecznych szpitalach, które były przepełnione rannymi. Rebelianci ewakuowali cywilów z regionów walk, gdyż lojaliści używali ich jako żywych tarcz. Bojownicy totalnie zniszczyli ambasadę Wenezueli, gdyż ten kraj otwarcie popierał pułkownika Kaddafiego.
Walki odnotowano w Zuwarze kontrolowanej przez rebeliantów, która został z rakiet ostrzelana przez wojsko narodowe, a także w miejscowości Al-Ujaylat (ok. 88 km na zachód od Trypolisu), z której po ataku rakietami Grad, garnizon rebeliantów musiał uciekać. W nocy doszło także od szturmu miasta Adżejlat, gdzie wprowadzono czołgi i odpalano rakiety Grad.
Rebelianci podali natomiast, iż pragną pokojowego rozwiązania w sprawie przekazania im władzy w miastach Sabha, gdzie toczono już boje oraz w Syrcie dokąd bojówki zbliżały się ze wschodu i zachodu.
Anonimowy biznesmen z Bengazi zaoferował nagrodę w wysokości 1,3 miliona dolarów za ujęcie dyktatora. Później milion dolarów za głowę Kaddafiego zaoferował przewodniczący Tymczasowej Narodowej Rady Libijskiej Mustafa Dżalil.
Wieczorem na drodze z Az-Zawiji, zwolennicy Muammara Kaddafiego porwali czterech włoskich dziennikarzy. Podczas zatrzymania samochodu, którym się poruszali, zabili ich kierowcę. Jeden z dziennikarzy podczas udanej próby kontaktu, powiedział, że są przetrzymywani w mieszkaniu w Trypolisie.
NATO poinformowało, że wykonało w tym dniu 48 nalotów w rejonie Trypolisu, Syrty, Okby i Bani Walid, celem była głównie broń przeciwlotnicza i rakietowa.
Zastępca szefa libijskiego wywiadu Chalifah Mohammed Ali zdeklarował przejście do obozu powstańców.
Rząd Nikaragui ogłosił, iż udzieli azylu politycznego Muammarowi Kaddafiemu, jeśli ten tylko o niego poprosi. Prezydent tego kraju Daniel Ortega, był bliskim przyjacielem Kaddafiego.
Poseł Narodowej Rady Tymczasowej do Wielkiej Brytanii poinformował, że Rada zaplanowała rozwiązać się w ciągu ośmiu miesięcy, po wyborach do 200-osobowego Zgromadzenia Narodowego, które przygotuje konstytucję. Po przyjęciu konstytucji zaplanowano wybory parlamentarne i prezydenckie.
Korea Południowa uznała Narodową Radę Tymczasową.
Międzynarodowa Agencja Energii Atomowej ogłosiła, że w ośrodku badawczym pod Trypolisem znajduje się uran i inne materiały, których można użyć do zbudowania broni nuklearnej. Zaapelowano do rebeliantów, żeby zabezpieczono materiały.
W libijskim radiu nadano nagranie audio w którym Muammar Kaddafi wezwał do oczyszczenia Trypolisu z rebeliantów. Wszyscy Libijczycy obecni w Trypolisie, młodzi mężczyźni, członkowie plemion i kobiety muszą przeczesać Trypolis w poszukiwaniu zdrajców – powiedział poszukiwany dyktator.

#### 25 sierpnia
Rano toczyły się ciężkie walki 100 km na wschód od Syrty (pod Bin Dżawad). Pod Syrtę docierali także rebelianci z zachodu, którzy tego dnia byli ok. 50 km od miasta. Przygotowywany był także atak od wschodu, od strony Bin Dżawad. Celem działań powstańców było zepchnięcie wojska w stronę pustyni i opanowanie miasta. Oddziały wojskowe z Syrty były uważane za jedne z najlepiej uzbrojonych i wyszkolonych. Po wycofaniu się z Ras al-Unuf i Marsy al-Bregi oddziały te skoncentrowały się w tzw. Czerwonej Dolinie, ok. 120 km na wschód od Syrty. Po południu ofensywa powstańców na Syrtę od wschodu została zatrzymana pod Bin Dżawad. Wieczorem Syrta została zbombardowana przez NATO.
Po intensywnych walkach powstańcy opanowali lotnisko w Trypolisie. Ponadto rebelianci w północno-wschodniej części Trypolisu zajęli bazę wojskową z dziesiątkami niezniszczonych czołgów i ciężkiego uzbrojenia. Na terenie obozu wojskowego znaleziono ciała 30 zwolenników rządu Maummara Kaddafiego. Ciała miały ślady postrzałowe, co wskazywałoby na egzekucję. Wczesnym wieczorem, po nalocie NATO, powstańcy zdobyli dzielnicę Abu Salim w Trypolisie. Po południu rebelianci otoczyli budynki mieszkalne nieopodal rezydencji Kaddafiego, gdyż mógł ukrywać się tam dyktator. Później odbyła się ok. 45-minutowa wymiana ognia przed hotelem Corinthia Bab Africa, gdzie zakwaterowanych było wielu dziennikarzy. W opanowanym mieście powstańcy znaleźli znaczne zapasy żywności i leków.
Uwolniono czterech pojmanych dzień wcześniej włoskich dziennikarzy.
Agencja AFP podała, że u boku rebeliantów działali brytyjscy oraz francuscy agenci, którzy stacjonowali na terenach nieczynnej rafinerii w mieście Az-Zuwajtina pod Marsą al-Burajką. Agenci pomagali powstańcom podczas letniej ofensywy na froncie wschodnim, mieli odegrać także znaczącą rolę podczas bitwy w Trypolisie.
Departament Stanu USA oświadczył, że libijskie zasoby uranu i broni chemicznej są bezpieczne. Doszło do porozumienia między USA i RPA co do odmrożenia 1,5 miliarda dol. aktywów, które zostały zawieszone w ramach sankcji gospodarczych. Pieniądze przekazane rebeliantom, miały trafić na cele humanitarne i pomocy cywilom.
NRT oszacowała, że od połowy lutego do końca sierpnia zginęło w walkach ponad 20 tysięcy ludzi.

#### 26 sierpnia
Wojska Kaddafiego ostrzelały lotnisko w Trypolisie, niszcząc co najmniej jeden samolot. Po zajęciu Trypolisu przez rebeliantów, stronnicy Kaddafiego zamordowali ponad 150 więźniów, którzy chcieli uciec ze stolicy. Do mordu doszło na terenie Bab al-Azizija. Strażnicy rzucali w więźniów granatami ręcznymi. Co więcej ponad 200 ciał znaleziono w opuszczonym szpitalu w Trypolisie w dzielnicy Abu Salim. Lekarze i pielęgniarki uciekli z powodu walk, a wielu rannych pacjentów zmarło, gdy zostawiono ich bez pomocy.
Narodowa Rada Tymczasowa przeniosła oficjalnie swoją siedzibę z Bengazi do Trypolisu.
Siły demokratyczne zabezpieczyły pustynny posterunek Al-Wyg ze strategicznym portem lotniczym oraz częściowo kompleks podziemnych tuneli zbudowanych pod Trypolisem. Trwały również walki w mieście Ras Adżdir na granicy z Tunezją, które ostatecznie powstańcy opanowali wieczorem.

#### 27 sierpnia
W jednym ze spalonych magazynów w Trypolisie o które toczono zacięte walki 23 oraz 24 sierpnia, znaleziono ciała 53 osób – głównie cywilów. Ofiary zostały zastrzelone przez żołnierzy Kaddafiego.
Powstańcy wciąż negocjowali ze zwolennikami Kaddafiego przekazanie kontroli nad Syrtą.

#### 28 sierpnia – zdobycie Bin Dżawad

Front syrtyjski po zdobyciu Trypolisu

Front trypolitański po zdobyciu Trypolisu

Powstańcy zdobyli Bin Dżawad, położone w odległości 30 km od Syrty, w której natomiast nadal toczyły się negocjacje o przejęciu miasta. Następnie walki toczono w An-Naufaliji, która została zdobyta przez rebeliantów. Po południu powstańcy poinformowali o przejęciu kontroli nad drogą z Trypolisu do Sabhy. Przez cały dzień NATO prowadziło naloty na Syrtę, gdzie skoncentrowały się grupy żołnierzy z armii Kaddafiego.
Gazociąg prowadzący do Europy został naprawiony, a Tunezja otworzyła przejście graniczne w Ras Adżir.
Rzecznik Kaddafiego poinformował o gotowości dyktatora do rozmów o przekazaniu władzy, negocjacje miałyby być prowadzone przez syna Kaddafiego, Saadiego. Ofertę odrzucili powstańcy, którzy zażądali wcześniejszego poddania się Kaddafiego.
Powstańcy poinformowali, że od zdobycia przez nich Trypolisu uwolniono w mieście ok. 10 tysięcy więźniów politycznych, podczas gdy los 50 tysięcy pozostaje nieznany. Władze powstańców nie wykluczyły, że spora część z tych osób mogła zostać zabita przez żołnierzy Kaddafiego.

#### 29 sierpnia
Władze powstańcze wydały pod adresem obrońców Syrty ultimatum, żądając ich kapitulacji w ciągu 24 godzin. Rząd powstańczy potępił przypadki zemsty na dawnych działaczach reżimu Kaddafiego.
Włoska agencja Ansa podała za libijskimi źródłami dyplomatycznymi, że Muammar Kaddafi znajdował się w mieście Bani Walid razem z synami Saadim i Saifem al-Islamem oraz ogłosiła za "nieomal pewną" śmierć kolejnego z synów Kaddafiego, Chamisa. Początkowo informowano o śmierci Chamisa, jednak objął on dowództwo razem z bratem Saifem al-Islamem nad batalionem kaddafistów w Bani Walid.
Algierskie MSZ poinformowało, że żona Kaddafiego Safia z dziećmi Muhammadem, Hannibalem i Aiszą przylecieli tego dnia do Algierii. Rząd powstańczy uznał udzielanie schronienia rodzinie Kaddafiego za akt agresji ze strony Algierii.
Po wyznaczeniu gen. Albarraniego Szkala na szefa władz bezpieczeństwa w Trypolisie, w Misracie odbyła się demonstracja przeciwko tej nominacji, a miejscowe władze powstańcze zagroziły, że oddziały z tego miasta, przebywające obecnie w stolicy nie podporządkują się Szkalowi w razie zatwierdzenia jego nominacji przez Radę. Szkal był podejrzewany o dowodzenie Brygadą Chamisa w czasie oblężenia Misraty.

#### 30 sierpnia
Ultimatum wobec reżimu rewolucjoniści przedłużyli do 3 września. Do tego dnia armia libijska miała poddać kontrolowane miasta. Od Algierii zażądano ekstradycji rodzinny Muammara Kaddafiego.

#### 31 sierpnia
Saadi Kaddafi zadzwonił do Abdela Hakima Belhaja, dowódcy rebeliantów w Trypolisie, by negocjować warunki kapitulacji. Zdaniem powstańców, synowi Kaddafiemu nie grozi żadna krzywda, jednak zostanie postawiony przed sądem.
Rząd włoski odmroził 500 mln euro dla władz rebelianckich.

### Wrzesień

#### 1 września
Rosja uznała Narodową Radę Tymczasową.
W Paryżu odbyła się międzynarodowa konferencja poświęcona sytuacji w Libii, w której udział wzięło 60 narodowych delegacji. Kraje biorące udział w obradach obiecały nowym władzom pomoc gospodarczą, odmrożenie zablokowanych aktyw reżimu Kaddafiego, wspieranie w transformacji, pomoc w budowie nowej administracji państwowej oraz szkolenie urzędników.
Muammar Kaddafi zapowiedział, że będzie walczyć do końca i nie podda się. Walka będzie długa, a Libia stanie w płomieniach. Nie poddamy się. Nie jesteśmy kobietami. Będziemy walczyć. Ponadto ostrzegł, że plemiona broniące Syrtę i Bani Walid są uzbrojone. Powiedział też, że NATO zmierza do okupacji Libii, by ukraść jej ropę naftową. Przemowę Kaddafiego cytowano w syryjskiej stacji Arrai.
Wojska demokratyczne otoczyły miejscowość Harawa pod Syrtą. Załamały się jednocześnie negocjacje ws. pokojowego przekazania Syrty rebeliantom. Wobec tego powstańcy przedłużyli ultimatum starszyźnie plemienne o tydzień, do 10 września.
1 września 2011 obalony premier Al-Baghdadi Ali al-Mahmudi ogłosił poparcie dla nowych władz.

#### 2 września
Władze demokratyczne poinformowały o przeprowadzeniu wyborów parlamentarnych w ciągu ośmiu miesięcy oraz wyborów prezydenckich w ciągu 20 miesięcy.

#### 3 września
Siły demokratyczne (200 pojazdów i 600 ludzi) weszły do wioski Wadi Mardum i zatrzymały się 12 km od Bani Walid. Ponadto powstańcy ogłosili, że ultimatum dotyczy jedynie Syrty, a dla Bani Walid wygasa 4 września o godzinie 10:00.

#### 4 września
Negocjacje ze starszyzną plemienną w Bani Walid zakończyły się fiaskiem, jednak jeszcze tego dnia nie podjęto szturmu.
Wojska demokratyczne weszły do wioski Umm El Ghindel pod Syrtą. Obrońcy wioski zgodzili się na złożenie broni.
Władze demokratyczne ogłosiły, iż po zdemobilizowaniu uczestników walczących podczas wojny domowej, dla 3.000 z nich znajdzie się praca w policji, a inne formacje wojskowe zostaną włączone do ujednoliconej i zorganizowanej struktury, aby nie funkcjonowały na zasadzie niezależnych armii czy policji.

#### 5 września
Konwój 200-250 libijskich pojazdów z oficerami i żołnierzami armii Kaddafiego, przewożących złoto oraz pieniądze, opuścił kraj i wjechał do Nigru, udając się do miasta Agadez. Wśród podróżujących był szef sił bezpieczeństwa Kadafiego, Mansour Dhao.
Siły demokratyczne osiągnęły porozumienie ze starszyzną plemienną z Bani Walid, na mocy którego demokratom pozwolono bez walki wkroczyć do miasta.

#### 6 września
Narodowa Armia Wyzwoleńcza stoczyła 8 km od Syrty potyczkę z armią Kaddafiego. Zginął jeden żołnierz, także jeden rebeliant odniósł rany. Ponadto w bombardowaniu NATO zniszczone zostały trzy pojazdy.

#### 8 września
Minister zdrowia w rządzie tymczasowym Nadżi Barakat podał, że wojnie domowej zginęło co najmniej 30 tys. ludzi, a około 50 tys. zostało rannych. Szacunki oparto na doniesieniach szpitali, władz lokalnych i dowódców sił demokratycznych. Połowa z zabitych to żołnierze Kaddafiego. Sama Brygada Chamisa straciła 10 tys. ludzi. Najwięcej powstańców poległo podczas oblężenia Misraty - co najmniej 2 tys. osób.
Po nagraniu audio w którym Kaddafi zaprzeczył pogłoskom jakoby uciekł do Czadu z miasta Bani Walid obrońcy wystrzelili kilka rakiet. Pociski Grad spadły 20 km od obleganego miasta. Obalony oficjalny szef państwa Mohamed Abdul Quasim al-Zwai został osadzony w areszcie domowym w Trypolisie przez siły Narodowej Rady Tymczasowej.
Wojska demokratyczne przejęły kontrolę nad Czerwoną Doliną pod Syrtą.

#### 9 września
Lojaliści podjęli kontratak na utraconą dzień wcześniej Czerwoną Dolinę. Pod Bani Walid toczyły się intensywne walki, demokraci zajęli miasto wieczorem. W wyniku walk zabito oraz wzięto do niewoli kilku żołnierzy Kaddafiego. W Tissain, 90 km na wschód od Syrty, miała miejsce intensywna wymiana ognia rakietowego.
Na południowy wschód od Trypolisu zostały odkryte we wspólnym grobie ciała 35 osób, prawdopodobnie ofiar reżimu Kaddafiego.
Dowódca stacjonujących na południu kraju oddziałów Kaddafiego Ali Kana, dowódca libijskiego lotnictwa reżimowego gen. Ali Szarif al-Rifi i grupa 13 prominentów dawnego rządu dotarli do Agadez w Nigrze, a gen. Chuildi Hamidi, jeden z najbliższych współpracowników Kaddafiego, został zatrzymany w Tunezji przy próbie opuszczenia tego kraju.
Interpol poinformował o wydaniu nakazu aresztowania Muammara Kaddafiego, jego syna Saifa al-Islama oraz szwagra Abdullaha al-Senussiego, byłego szefa wywiadu.

#### 10 września
NATO dokonało co najmniej 5 nalotów w okolicach Bani Walid, gdzie trwały wciąż walki z siłami Kaddafiego. Żołnierze bronili pozycji na północy i zachodzie miasta, także stanowisk snajperskich na budynkach.
Międzynarodowy Fundusz Walutowy uznał Narodową Radę Libijską za prawowite władze Libii, a ministrowie finansów państw grupy G8 zobowiązali się przeznaczyć łącznie do roku 2013 38 miliardów dolarów na pomoc dla Tunezji, Egiptu, Maroka i Jordanii. Sama Libia otrzyma dodatkowo 35 mld dolarów.

#### 11 września
W Bani Walid wciąż trwały tego dnia walki, część mieszkańców uciekła z miasta. Walki toczyły się też na przedmieściach Syrty.
Po wygaśnięciu ultimatum, Narodowa Armia Wyzwoleńcza podjęli atak na Sabhę, jednak szturm został zaniechany dzień później.
Powstańcy aresztowali Abuzeda Omara Dordę, szefa służby wywiadowczej w rządzie Kaddafiego.
Przewodniczący Narodowej Tymczasowej Rady Mustafa Abdul Dżalil przybył do Trypolisu po raz pierwszy od czasu zdobycia miasta przez powstańców.
Nigerski minister sprawiedliwości Marou Adamou poinformował, że Al-Saadi Kaddafi z grupą kilku Libijczyków zbiegł do Nigru. Jego konwój był eskortowany przez nigerskie wojsko na trasie do Agadezu, a następnie Saadi Kaddafi znalazł się pod obserwacją.
Premier Gwinei Bissau Carlos Gomes Júnior zaoferował Kaddafiemu azyl polityczny w swoim kraju.

#### 12 września
Libijski koncern AGOCO ogłosił, że przywrócono wydobycie ropy na polu naftowym Sarir na wschodzie Libii. Niedługo po tym lojaliści zaatakowali bramę rafinerii pod Ras al-Unuf zabijając 15 strażników. Napastnicy sforsowali bramę, jednak nie uszkodzili rafinerii.
Chińska Republika Ludowa uznała Narodową Radę Tymczasową za prawowite władze Libii.
W pisemnym oświadczeniu odczytanym w syryjskiej telewizji Arrai Kaddafi wezwał swoich zwolenników do walki aż do zwycięstwa.

#### 13 września
Raport Amnesty International rzucał na światło dzienne, iż obie strony konfliktu dopuściły się zbrodni wojennych. Głównymi przewinieniami sił Kaddafiego było atakowanie ludności cywilnej, aresztowania opozycjonistów, tortury oraz egzekucje. Udokumentowano egzekucje powstańców, którym krępowano ręce i strzelano w tył głowy. Również przeciwnicy Kadafiego dopuścili się łamania praw człowieka, choć ma mniejszą skalę. Opozycjoniści porywali, arbitralnie zatrzymywali, torturowali i zabijali ludzi wiernych Kadafiemu oraz obcokrajowców bezpodstawnie posądzanych o bycie najemnikami.
Wieczorem do stolicy Nigru Niamey przybył Saadi Kaddafi. Po przewiezieniu go z Agadezu do stolicy na pokładzie samolotu transportowego C-130 nigerskiej armii, znalazł się pod strażą służb bezpieczeństwa. Zwrócił się on, podobnie jak trzech generałów, którzy także uciekli do Nigru, o azyl polityczny.

#### 14 września
Z Bani Walid w którym toczyły się walki, ewakuowano setki cywilów. Miasta bronił garnizon 1200 lojalistów, w tym 200 snajperów.
Kaddafi zaapelował do Rady Bezpieczeństwa ONZ o ochronę znajdującej się w rękach jego zwolenników Syrty przed „okrucieństwami” NATO.
Otwarcie ambasady w Trypolisie zapowiedział wysłannik amerykański do tego kraju, Jeffrey Feltman.

#### 15 września
Oddziały demokratyczne pod Syrtą podjęły tego dnia próbę wejścia do miasta z trzech stron, ale znalazły się pod silnym ostrzałem wojsk Kaddafiego. W walkach zginęło 11 rebeliantów, 34 odniosło obrażenia. Tego samego dnia z Misraty wyruszył konwój z zaopatrzeniem w amunicję dla wojsk demokratycznych.
Na konferencji prasowej w Trypolisie premier Wielkiej Brytanii David Cameron obiecał nowemu rządowi Libii pomoc w pojmaniu Kaddafiego, a jego samego wezwał do poddania się. Cameron i prezydent Francji Nicolas Sarkozy jako pierwsi zachodni politycy odwiedzili zdobyty przez powstańców Trypolis. Przewodniczący NRT Mustafa Dżalil obiecał z kolei państwom koalicji pierwszeństwo w zawieraniu przyszłych kontraktów i rewizję umów zawartych przez rząd Kaddafiego w poszukiwaniu śladów korupcji. Dżalil zapowiedział zakończenie przenoszenia Rady do Trypolisu do końca tygodnia.

#### 16 września
Wojska demokratyczne weszły do miast Bani Walid i Syrty, gdzie stoczyły ciężkie walki ze stawiającymi silny opór oddziałami Kaddafiego, ale ostatecznie wycofały się z obu miast, utrzymując kontrolę jedynie nad zdobytym tego dnia lotniskiem w Syrcie.
Na wniosek Wielkiej Brytanii Rada Bezpieczeństwa ONZ złagodziła sankcje nałożone wiosną na Libię, m.in. odblokowano konta libijskich koncernów naftowych, złagodzono restrykcje wobec banków, zniesiono embargo na dostawy broni lekkiej i zezwolono na wznowienie lotów libijskich linii lotniczych.
Rządy Narodowej Rady Tymczasowej zostały oficjalnie uznane przez ONZ.
Prezydent Gwinei Bissau Malam Bacai Sanhá wyraził gotowość do kontaktów z nowym rządem Libii i zaprzeczył słowom premiera Gomesa, który 11 września poinformował o możliwości udzielenia azylu Muammarowi Kaddafiemu.

#### 17 września
W mieście Janzor na przedmieściach Trypolisu mieszkańcy odkryli zakopanych kilkadziesiąt ciał, część poćwiartowanych. Szacuje się, że ten masowy grób mógł być używany także przed wojną domową.
Zajęto wioskę Harawa na wschód od Syrty. Narodowa Armia Wyzwoleńcza podjęła drugi szturm na Syrtę, jednak bez większych sukcesów. W mieście toczono ciężkie uliczne walki artyleryjskie. Zginęło co najmniej trzech bojowników, wielu odniosło rany.

#### 18 września
Po zmierzchu, po całodniowych walkach, siły demokratyczne wycofały się z Syrty.
Poruszająca się pojazdami pick-up Narodowa Armia Wyzwoleńcza zaatakowała ponownie Bani Walid, jednak po chaotycznych walkach wycofała się.

#### 19 września
Dwa tureckie samoloty Lockheed C-130 Hercules zrzuciły pomoc humanitarną mieszkańcom Bani Walid. Jedna maszyna została ostrzelana podczas przelotu nad miastem.
Siły demokratyczne zajęły oazę Zella pod Al-Dżufrą.

#### 20 września
Przewodniczący Narodowej Rady Tymczasowej Mustafa Abdel Dżalil spotkał się po raz pierwszy z Barackiem Obamą podczas Zgromadzenia Ogólnego Narodów Zjednoczonych w Nowym Jorku.
Muammar Kaddafi w nagraniu audio na łamach telewizji Arrai TV bronił swoich rządów i zapowiedział, że NATO nie będzie w stanie kontynuować swej operacji.
W nocy żołnierze w Bani Walid zabili 11 młodych mężczyzn podejrzewanych o wspieranie rebeliantów.
Wojska demokratyczne zaatakowały Sabhę. W mieście napotkały niewielkie punkty oporu i zajęły tamtejsze lotnisko.

#### 21 września
Oddziały demokratyczne przejęły całkowitą kontrolę nad Sabhą i miastem Al-Dżufra, położonym ok. 700 km na południowy wschód od Trypolisu. Po ich wejściu do miasta zostało ono ostrzelane przez lojalistów, jednak ostatecznie zwolennicy Kaddafiego poddali swoje pozycje.
Wznowiono ciężkie walki o Syrtę. Przed południem NATO dokonało 6 nalotów na miasto. Od początku bitwy o Syrtę poległo aż 45 powstańców, a ponad 200 zostało rannych. Szpitale w mieście były przepełnione.
Narodowa Armia Wyzwoleńcza wprowadziła do walki o Bani Walid czołgi.
Premier w rządzie Kaddafiego Al-Baghdadi Ali al-Mahmudi został zatrzymany w Tunezji i skazany na 6 miesięcy więzienia na nielegalne przekroczenie granicy.

#### 22 września
Narodowa Armia Wyzwoleńcza przejęła kontrolę nad miastem Aubari w gminie Wadi al-Hajat. W Fazzanie siły Kaddafiego kontrolowały jedynie gminy Ghat oraz Al-Katrun.
Ofensywa w Syrcie została ponownie przerwana, gdyż wojsko demokratyczne cierpiało na braki w amunicji. Dowódcy wydali polecenie wstrzymania ognia i oczekiwania na naloty NATO.

#### 23 września

Front syrtyjski pod koniec września

Front trypolitański pod koniec września

Na przedmieściach Sabhy żołnierze sił demokratycznych oprowadzili dziennikarzy po dwóch wielkich magazynach zawierających beczki z koncentratem uranu. Doniesienia o odkryciu uranu potwierdziła Międzynarodowa Agencja Energii Atomowej.
Aresztowany w Sabhie gen. Belgacem Al-Abadż powiedział, że Muammar Kaddafi pozostał w Libii i przemieszczał się między Sabhą a Ghat, towarzyszyli mu najemnicy z Czadu i Nigerii, którzy byli jego przewodnikami.
Aisza Kaddafi, córka obalonego dyktatora, powiedziała, że jej ojciec czuje się dobrze i walczy u boku lojalistów z siłami rewolucyjnymi.
Późnym wieczorem siły demokratyczne zdołały wejść do Syrty od strony zachodniej.

#### 24 września
Po dwóch tygodniach ciężkich walkach w mieście Bani Walid zginęło 30 członków sił demokratycznych, 50 odniosło obrażenia.
Siły demokratyczne zajęły zachodnie dzielnice Syrty, następnie atakowały centrum miasta, zajmując strategiczny Plac Zafran oraz siedzibę miejscowej telewizji. Oddziały powstańców zatrzymały się 1 km od centrum miasta. Zacięte walki toczono na wschodzie miasta W walkach tego dnia zginęło 9 powstańców, a 97 zostało rannych.

#### 25 września
O świcie w Ghadamis na południu Libii wojska demokratyczne zostały zaatakowane przez liczące ok. stu ludzi siły Kaddafiego wspierane przez Tuaregów i najemników z Algierii. Zginęło 6 powstańców, a 63 zostało rannych. Ostatecznie kaddafiści zostali odparci, ale walki o miasto zakończyły się dopiero dnia następnego. Do Ghadamis Narodowa Armia Wyzwoleńcza sprowadziła następnie posiłki by bronić miasta w razie powtórnego ataku. Trwały także walki o Syrtę, do której centrum oddziały demokratyczne zbliżyły się znacznie poprzedniego dnia. W czasie walk siły demokratyczne przejściowo wycofały się ze szturmowanych pozycji oczyszczając pole dla lotnictwa NATO.
W Trypolisie odkryto masowy grób ofiar pacyfikacji buntu z 1996 roku w więzieniu Abu Salim, w grobie znaleziono ponad 1270 ciał lub ponad 1700.

#### 26 września
Narodowa Armia Wyzwoleńcza ponowiła ostrzał centrum Syrty. Natarcie w którym zaangażowano czołgi wyprowadzono z zachodniej części miasta. Siły atakujące miasto podeszły na 2 km od centrum. Z kolei na wschodzie miasta, szturmujący odcięli lojalistom trasę 10 km od bram miasta, po czym wjechali do niego od strony wschodniej.
Władze libijskie zaapelowały do ONZ o odblokowanie pieniędzy rządu Kaddafiego znajdujących się na zagranicznych kontach i udostępnienie ich nowemu rządowi.

#### 27 września
Siły demokratyczne przejęły kontrolę nad portem w Syrcie we wschodniej części miasta. Jeden z członków starszyzny z tego miasta skontaktował się natomiast z dowódcą oblegającej miasto armii w sprawie negocjacji o kapitulacji.
Siły demokratyczne wycofały się z niektórych zajętych pozycji w Bani Walid ze względu na silny ostrzał ze strony lojalistów.
Narodowa Rada Tymczasowa podjęła decyzję o odroczeniu utworzenia rządu tymczasowego do czasu całkowitego zakończenia działań zbrojnych w tym kraju. Pomimo wcześniejszych informacji o powołaniu rządu w ciągu kilku dni, pojawiły się doniesienia o sporach wśród polityków Rady ws. obsady poszczególnych stanowisk i liczby ministerstw.
Zatrzymanego w Tunezji i skazanego na 6 miesięcy więzienia za nielegalne przekroczenie granicy państwowej byłego premiera Libii Al-Bagdadiego Alego al-Mahmudiego zwolnił sąd apelacyjny.

#### 28 września
Według jednego z dowódców wojsk demokratycznych, pod koniec września Kaddafi ukrywał się przy pomocy jednego z tuareskich plemion w okolicach miasta Ghadamis na południowym zachodzie Libii, dokąd miał dotrzeć tydzień wcześniej z Samnu. Jednocześnie Saif al-Islam miał ukrywać się w Bani Walid, a Mutasim w oblężonej Syrcie.
Wojska NRT kontynuowały postępy w Syrcie. Walki trwały na wschodzie i zachodzie miasta, przenosiły się także na południe. Odbito miejscowe lotnisko.
Podczas walk o Bani Walid zginął dowódca wojsk demokratycznych Daou al-Salhine al-Jadak wraz z 10 innymi wojskowymi. Żołnierze lojalni wobec Kaddafiego dokonali intensywnego ostrzału rakietowego.

#### 29 września
Wojska demokratyczne w Syrcie zdobyły lotnisko.
Na wniosek Narodowej Rady Tymczasowej Interpol wysłał za Saadim Kaddafim list gończy o najwyższym priorytecie oskarżając go o przywłaszczenie państwowej własności i zastraszenia z użyciem broni w okresie, gdy przewodniczył Libijskiej Federacji Piłki Nożnej.
Były premier Al-Bagdadi Ali al-Mahmudi został zatrzymany w areszcie w Tunezji z powodu wniosku władz libijskich o ekstradycję.

#### 30 września
Według bojowników NRT rzecznik rządu Kaddafiego Mussa Ibrahim został zatrzymany podczas próby ucieczki z oblężonej Syrty w kobiecym przebraniu. Od zakończenia walk w Trypolisie miejsce jego pobytu nie było znane, choć wysyłał on mediom wystąpienia wideo. Dwa dni później w rozmowie z syryjską telewizją Ibrahim zaprzeczył swojemu aresztowaniu i poinformował, że w czasie walk w Syrcie walczył z bronią w ręku.
Tymczasem lojaliści kontynuowali ostrzał wschodnich i zachodnich pozycji wojska demokratycznego wokół miasta. Coraz gorsza sytuacja panowała w szpitalach, gdzie zwożono rannych, a setki cywili opuszczało ogarnięte walkami miasto. Ponadto wojsko demokratyczne narzekało na braki w amunicji. W efekcie powyższych czynników zawarto tymczasowe zawieszenie broni, oficjalnie mające na celu pomoc w opuszczeniu cywilom miasta przed ostatecznym atakiem.
Lojaliści dokonali szturmu na południowe dzielnice miasta Bani Walid. Według dowództwa powstańczego, był to najpoważniejszy atak od początku walk o kontrolę nad tym miastem.

### Październik

#### 1 października
Kolejny masowy grób znaleziono na przedmieściach Trypolisu, znajdowały się w nim zwłoki 350 ofiar zbrodni wojennych. Do tej pory największy zbiorowy grób krył ponad 300 zwłok osób zamordowanych w trakcie wojny domowej.
W mieście Ghadamis nowe władze zawarły układ pokojowy z walczącymi na Saharze Tauregami lojalnymi wobec Kaddafiego. Obie strony zgodziły się na uwolnienie wszystkich jeńców wojennych.

#### 2 października
Korzystając z czasowego zawieszenia broni z Syrty uciekły tysiące cywilów.
W Trypolisie wylądował pierwszy od czasu walk o miasto samolot cywilny. Był to lot Turkish Airlines.

#### 3 października
Z Syrty uciekały kolejne grupy cywili, był to następny dzień ucieczek. Od 3 października wojsko demokratyczne otoczyło jednak miasto i rozpoczęło kontrolę każdego wyjeżdżającego samochodu. W mieście trwały jednocześnie zacięte walki oddziałów demokratycznych z żołnierzami wiernymi Kaddafiemu. Nowa ofensywę rozpoczęto poprzez atak rakietowy oraz prowadzenie ognia z czołgów. W strefie walk działała ciężka artyleria. Armia demokratyczna przejęła pełną kontrolę nad wioską Kasr Abu Hadi leżąca na południe od Syrty, gdzie urodził się Muammar Kaddafi.
Około 10 tysięcy rakiet ziemia–powietrze zniknęło z magazynów libijskiej armii po zdobyciu Trypolisu.

#### 4 października
Według algierskiego portalu Algeria-isp sytuacja w Libii przedstawiana przez NRT zachodnim mediom była niezgodna z rzeczywistością. Algeria-isp podała, że na początku października Syrta i Bani Walid miały nie być jedynymi punktami oporu wojsk Kaddafiego, gdyż w rękach lojalistów znajdować się miało także 97% libijskiego interioru, a także liczne ośrodki w Trypolitanii, a nawet w Cyrenajce. W Trypolitanii jako znajdujące się poza kontrolą NRT wymieniono Az-Zintan, Az-Zawiję i Zalitan oraz część Trypolisu, natomiast w uznawanej za ośrodek rebelii Cyrenajce lojalistom przypisano częściową kontrolę nad Al-Bajdą i Bengazi, a całkowitą nad Darną i Tobrukiem. Według Algierczyków układ sił przedstawiany przez NRT ma służyć propagandzie i wojnie psychologicznej.
Nowe siły rządowe zaatakowały centrum konferencyjne w Syrcie, będące bazą skutecznie broniących się lojalistów. Kontrolujące port, koszary i liczne przedmieścia oddziały Narodowej Rady Tymczasowej ogłosiły wstrzymanie do 6 października ofensywy na Syrtę, by uniknąć ofiar wśród ludności cywilnej.
Mahmud Dżibril wycofał swoją dymisję z funkcji premiera tymczasowego rządu do czasu zdobycia Syrty.

#### 5 października
Dowództwo wojsk oblegających Syrtę zapowiedziało zdobycie miasta w ciągu dwóch dni, informując, że połowa jego terytorium została już opanowana. Jednocześnie wycofano się z planowanego wcześniej zawieszenia broni, które miało trwać do 6 października. Powstańcy ponownie zaatakowali centrum miasta. W czasie walk wielu żołnierzy Kaddafiego zdezerterowało. Po raz pierwszy podczas tej wojny zdarzyło się, że walczący po stronie obalonego reżimu zamachowiec-samobójca wysadził się w powietrze. Kilka osób zginęło i zostało rannych.
Wielu sympatyków nowego rządu grabiło i paliło wioskę Asr Abu Kadi. Miał być to odwet za wielomiesięczne oblężenie Misraty. Dowództwo Rady Powstańczej zaapelowało o spokój i powstrzymanie się od zbędnej przemocy. Żądania te były ignorowane.
Libijska agencja regulująca przemysł naftowy zażądała od zagranicznych koncernów zrealizowania zapłat za ropę naftową, które wstrzymano po nałożeniu w marcu sankcji na Libię. Zaległości wynosiły w październiku ok. 6 mld dolarów.
Były premier w rządzie Kaddafiego Al-Bagdadi Ali al-Mahmudi stwierdził, że Kaddafi będzie do końca zwalczać nowe władze. Zadeklarował także gotowość współpracy z NRT pod warunkiem wycofania wniosku o ekstradycję, który wysłano za nim do Tunezji, twierdząc, że nie miał udziału w działaniach militarnych poprzednich władz.

#### 6 października
Będące w natarciu siły demokratyczne w Syrcie zostały zaatakowane 6 października przez snajperów, odgrywających istotną rolę podczas bitwy. Jedynym sukcesem powstańców tego dnia było zajęcie luksusowego hotelu, który był zlokalizowany w północno-wschodnim sektorze miasta. Wszystkie inne zajęte pozycje, zostały niemal natychmiast odbite przez snajperów. W związku z tym powstańcy próbowali odciąć dzielnicę Giza z której przenikali snajperzy. 1,5 km od zajętego centrum konferencyjnego Ougadougou, lojaliści ostrzelali z moździerzy siły demokratyczne. Podobna sytuacja miała miejsce we wschodnich dzielnicach. Lojaliści użyli tam broni przeciwlotniczej. Wieczorem lojaliści przeprowadzili szturm na Ougadougou, które mimo iż było bronione przez trzy czołgi, poddało się.
W nagraniu audio Kaddafi ostrzegł przywódców innych krajów przed możliwą agresją mocarstw na ich państwa oraz wezwał Libijczyków do wyjścia na ulice i pokojowych demonstracji przeciwko nowym władzom, które określił jako niedemokratyczne i represyjne.
Po spotkaniu ministrów obrony krajów NATO w Brukseli sekretarz obrony USA Leon Panetta przedstawił warunki zakończenia działań koalicji w Libii. Wymienione zostały odsunięcie zagrożenia ze strony Kaddafiego, poprawa sytuacji w Syrcie i zdolność nowych władz do zapewnienia bezpieczeństwa.

#### 7 października
Powstańcy ponowili atak na Syrtę z trzech stron. Walki trwały wokół Ougadougou, dzielnicy uniwersyteckiej oraz dzielnicy, której strzegli snajperzy. W skoordynowanym szturmie poległo 15 żołnierzy NRT, w tym pułkownik Amin El Turki, a rannych zostało 193 wojskowych w tym Ali Saeh, starszy dowódca Brygady Wolnej Libii. Większość powstańców straciła życie podczas próby sforsowania dzielnicy mieszkalnej, w której aktywnie walczyli snajperzy. Oddziały powstańców były 1–2 km od centrum miasta, bronionego przez brygadę lojalistów. Niezależne źródła poinformowały, że większość miasta znalazło się tego dnia pod kontrolą demokratycznego wojska, demokraci twierdzili, że kontrolowali 2/3 obszaru miasta.

#### 8 października
Armia demokratyczna wprowadziła do Syrty od południa ponad 100 pojazdów wojskowych. We wschodniej części miasta szczególnie krwawe walki toczono w dzielnicy Giza. Na zachodzie stoczono potyczkę o Plac Zielony. Powstańcy przejęli kontrolę nad kompleksem mieszkalnym Sabamaiyah oraz odcięto drogę prowadzącej z zachodu do centrum miasta. Z kolei pod osłoną nocy i burzy piaskowej lojaliści odzyskali kontrolę nad północno-wschodnimi sektorami miasta. Ciężkie walki toczono również w dzielnicy uniwersyteckiej, a także pod pałacem Kaddafiego. Tego dnia poległo 17 powstańców, 227 odniosło obrażenia.

#### 9 października

Front w czasie walk o Sytę

Siły rządu tymczasowego zajęły w Syrcie główny szpital, uniwersytet i centrum konferencyjne, wstrzymano natomiast atak na główny plac, by dać cywilom czas na ucieczkę. Pod kontrolą powstańców znalazła się dzielnica Giza, broniona wcześniej przez snajperów. W zachodnich dzielnicach lojaliści ostrzelali kolumnę wojsk powstańczych, zabijając kilkudziesięciu wojskowych. Wieczorem lojaliści kontrolowali centrum miasta oraz niektóre dzielnice zachodnie. W nocy rozpoczął się silny kontratak w dzielnicach wschodnich. W wyniku tego, siły Kaddafiego zmusiły przeciwnika do wycofania się z pozycji spod szpitala Ibn Sina. Zginęło kolejnych 17 powstańców, 87 rannych zostało rannych. W międzyczasie wojsko demokratyczne podjęło próbę ataku na byłą siedzibę bezpieczeństwa Kadafiego w centrum miasta.
Żołnierze NRT zdobyli lotnisko Bani Walid oraz pobliskie wioski Teninai i Shuwaikh, kontrolowane dotąd przez wojska wierne Kaddafiemu. W samym mieście nadal trwały ciężkie walki.

#### 10 października
Grupa rebeliancka Muchtara al-Achdara z Az-Zintanu oddała Narodowej Radzie Tymczasowej kontrolę nad głównym lotniskiem w Trypolisie. Rada rozpoczęła proces uzyskania całkowitej kontroli nad infrastrukturą kraju, inne grupy zostały także zobowiązane do przekazywania strategicznych obiektów nowym władzom cywilnym. Uruchomienie lotniska zapowiedziano na listopad 2011 roku.
Walki w Syrcie trwały wokół szpitala, centrum konferencyjnego oraz w dzielnicy mieszkalnej. Siły powstańcze zdołały zająć siedzibę miejscowej telewizji oraz radia, jednak siły Kaddafiego wkrótce je odbiły, a następnie odpierały kontrataki przeciwników.

#### 11 października
Siły demokratyczne zdobyły główny posterunek policji w Syrcie. Następnie walki rozgorzały w południowo-zachodniej części miasta. Ponadto w południowej, zachodniej i wschodniej części miasta front przebiegał kilkaset metrów od centrum miasta.

#### 12 października

Front w czasie walk o Sytę

Po długotrwałych walkach siły Kaddafiego kontrolowały w Syrcie dwa obszary w centrum miasta oraz miejscową telewizję (łącznie ok. 20% powierzchni miasta). Wojsko powstańcze w wyniku swojej ofensywy zawęziło tereny kontrolowane przez lojalistów w centrum miasta. Przedstawiciele Narodowej Rady Tymczasowej z Syrty poinformowali o aresztowaniu Mutasima al-Kaddafiego, jednego z synów dyktatora, w czasie jego próby ucieczki z oblężonego miasta. Informacji nie byli w stanie potwierdzić przedstawiciele centralnych władz NRT z Bengazi. Na wieść o złapaniu Mutasima w kilku miastach libijskich miały miejsce wybuchy przejawów radości i świętowania na ulicach.

#### 13 października
W wyniku ciężkich walk o centrum Syrty siły opozycyjne zmuszone były cofnąć się o dwa kilometry w kierunku kwatery głównej policji, ponieważ zostały intensywnie ostrzelane. Po zapadnięciu zmroku, armia demokratyczna ponowiła dwutorowy atak na utracone pozycje. Około północy lojaliści zostali otoczeni w jednym punkcie oporu. Szacowało się, że wówczas znajdowało się tam od 500 do 2000 żołnierzy lojalnych Kaddafiemu. Był to symbolicznie ostatni punkt, który można było uznać za zarzewie dawnej władzy Kaddafiego.
Amnesty International oskarżyła rebeliantów o bezprawne przetrzymanie i tortury ok. 2500 ludzi oskarżanych o bycie najemnikami Muammara Kaddafiego, w większości czarnoskórych mieszkańców Afryki Subsaharyjskiej, w specjalnie utworzonych prowizorycznych obozach. Ambasador Niemiec w Libii zapowiedział pomoc powstańcom.
W orędziu nadanym w nocy Kaddafi nawoływał swoich zwolenników do wywołania powstania po piątkowych modłach w meczecie.

#### 14 października
Grupa uzbrojonych 20-50 lojalistów zorganizowała w Trypolisie w dzielnicy Abu Salim pikietę, a następnie zaatakowali przybyłe na miejsce oddziały wojsk NRT. Wywiązały się ciężkie walki z użyciem broni maszynowej, rozciągające się także na sąsiednią dzielnicę Hadhba. Od 10 do 15 osób zostało aresztowanych.
Oddziały Narodowej Rady Tymczasowej zdołały odzyskać w śródmieściu Syrty pozycje utracone poprzedniego dnia po ataku sił Kaddafiego oraz odnotowały postępu w opanowywaniu Bani Walid. W Syrcie najcięższe walki odnotowano w dzielnicy Al-Dollar. Powstańcy użyli rakiet Grad, silnym ogniem odpowiedzieli lojaliści. Oddziały zdobywające miasto zatrzymały się na wysokości głównego posterunku policyjnego.
Wiceprzewodniczący NRT Abdul Hafiz Ghoga poinformował, że podjęto satelitarne poszukiwania Kaddafiego.

#### 15 października
W Syrcie obszar kontrolowany przez siły kaddafistowskie skurczył się do ok. 1,2 km² w dwóch enklawach. Armia demokratyczna wyprowadzała ataki z frontu, który uformował się przy posterunku policyjnym. Zrezygnowali z bezpośredniego ataku na dzielnice mieszkalne, obawiając się wysokich strat. W zamian zdecydowali zbombardować rakietami Grad i użyć artylerii podczas szturmu na centrum miasta. Żołnierze NRT znaleźli 11 niezidentyfikowanych ciał, ofiary egzekucji broniących się kaddafisów.
Powstańcy ponowili atak na Bani Walid. Zajęli miejscowy szpital oraz dzielnicę przemysłową. Po tym zbliżyli się do rynku bronionego przez snajperów, którzy mieli problemy z zaopatrzeniem w amunicję.
Rzecznik NRT stwierdził, że informacja o aresztowaniu Mutasima Kaddafiego była prawdopodobnie fałszywa.

#### 16 października
Powstańcy nadal ostrzeliwali broniących się w centrum Syrty lojalistów. Reporterzy wojenni będący świadkami wydarzeń, poinformowali, iż nowe siły dopuszczały się grabieży i wywoziły ciężarówkami wartościowe rzeczy.
Siły NRT zaatakowały miasto Bani Walid od północy i południa i połączyły się w centrum. Napotkały tam na silny opór zwolenników Kadafiego. Odcięły wszelkie drogi prowadzące do miasta.
Pod osłoną uzbrojonej ochrony dwa buldożery rozpoczęły wyburzanie murów dawnej siedziby obalonego dyktatora w Bab al-Azizija w Trypolisie.

#### 17 października
Powstańcy poinformowali, iż kontrolowali miasto Bani Walid. Żołnierze sił demokratycznych strzelali w powietrze, wznosili okrzyki Allah akbar!. Faktycznie tego dnia napotykano sporadyczne ogniska oporu, a powstańcy kontrolowali 90% powierzchni miasta. Władze NRT oceniły, że w Bani Walid przebywało wciąż około 1500 lojalistów.
Sympatyzująca z reżimem Kaddafiego syryjska telewizja Al-Rai potwierdziła śmierć Chamisa Kaddafiego, która miała mieć miejsce 29 sierpnia na południe od Trypolisu. W czasie tych samych walk miał zginąć także Mohammed Abdullah al-Senussi, kuzyn Muamara Kaddafiego i szef wywiadu w jego rządzie.

#### 18 października
Przebywająca w Trypolisie sekretarz stanu USA Hillary Clinton oświadczyła, że Stany Zjednoczone chciałyby, aby Kaddafi został zabity lub schwytany. Rozmawiano także o zapewnieniu opieki medycznej rannym powstańcom oraz pomocy w zabezpieczaniu broni z magazynów armii dawnego rządu.
Od 19 marca lotnictwo NATO wykonało ponad 9,5 tys. misji bojowych. W październiku przeprowadzano ok. 15 ataków dziennie, a w lecie od 70 do 80.

#### 19 października
Powstańcy wyparli lojalistów z dzielnicy Al-Dollar w Syrcie, walki toczyły się natomiast o Dystrykt 2, gdzie przebywał Muammar Kaddafi. Powierzchnia kontrolowana przez lojalistów nie przekraczała w tym dniu 1 km² i nie miała dostępu do morza.

#### 20 października
Ok. 8:30 Muammar Kaddafi został zabity. Początkowo zraniono go w nogi i głowę podczas próby ucieczki przed atakiem lotniczym NATO na konwój 15 ciężarówek. W tym ataku lotniczym zginęło 50 osób. NATO nie wiedziało, iż konwój transportuje obalonego dyktatora. Sam Kaddafi zdołał się ukryć się w betonowym przepuście pod autostradą i został tam znaleziony i pochwycony przez żołnierzy NRT. Krzyczał nie strzelać, nie strzelać. Następnie został wciągnięty na platformę ciężarówki. Zakrwawiony był targany przez tłum. Jako możliwych zabójców którzy oddali strzał w głowę Kaddafiego wskazano bojowników Mohammeda Al-Bibiego lub Ahmeda Al-Szebaniego.
Wraz z Kaddafim tego dnia zginął minister obrony, Abu Bakr Junus Dżabr, oraz jego syn Mutasim al-Kaddafi. Do niewoli dostał się rzecznik reżimu Musa Ibrahim. Ciała Kaddafiego i pozostałych prominentów przewieziono do Misraty. Po południu informację o śmierci Kaddafiego potwierdził premier rządu tymczasowego Mahmud Dżibril. Powstańcy po trwających tego dnia półtorej godziny walkach, zlikwidowali w mieście ostatni przyczółek lojalistów.

#### 21 października
NATO wstępnie zdecydowało o zakończeniu działań wojskowych w Libii do końca października.

#### 22 października
Władze zapowiedziały, że nie przewidują sekcji zwłok Kaddafiego.

#### 23 października
W nocy rano w Misracie przeprowadzono sekcję zwłok Muammara Kaddafiego. Dyktator zmarł od postrzału w głowę i brzuch. Cały raport został przewidziany do upublicznienia po zakończeniu śledztwa.
Na uroczystości w Bengazi Narodowa Rada Tymczasowa ogłosiła oficjalne wyzwolenie kraju i zakończenie wojny domowej.

## Powiązane, późniejsze wydarzenia
- 25 października minister finansów i przemysłu naftowego Libii poprosił NATO o przedłużenie o miesiąc misji w Libii, którą Sojusz planował zakończyć 31 października. Obecność NATO miałaby służyć schwytaniu próbujących ucieczki z kraju kaddafistów. Przedstawiciele NATO odnieśli się do propozycji negatywnie[197].
- 25 października odbył się w utajnionym miejscu pogrzeb Kaddafiego i jego syna Mutasima[198].
- 26 października rząd Libii poinformował, że Saif al-Islam oraz były szef wywiadu Abdullah al-Senussi zaproponowali oddanie się w ręce Międzynarodowego Trybunału Karnego w Hadze[199].
- 27 października wiceprzewodniczący NRT Abdel Hafiz Goga ogłosił rozpoczęcie śledztwa ws. śmierci Kaddafiego[200].
- 27 października Rada Bezpieczeństwa ONZ jednogłośnie przyjęła rezolucję w sprawie wygaśnięcia mandatu dla operacji w Libii z dniem 31 października o godz. 11.59 libijskiego czasu lokalnego[201].
- 28 października szef Sztabu Generalnego Kataru poinformował, a informację potwierdził szef NRT, że w czasie wojny w Libii działali po stronie przeciwników Kaddafiego katarscy komandosi[202].
- 30 października do Trypolisu przybył przewodniczący Parlamentu Europejskiego, Jerzy Buzek. Pogratulował nowym władzom wyzwolenia kraju i zaproponował polityczną oraz gospodarczą między UE a Libią. Współpraca gospodarcza miała polegać na budowie elektrowni słonecznych na pustyni oraz realizowanie projektów infrastrukturalnych[203].
- 31 października nowym premierem Libii został inżynier i wykładowca akademicki Abdel Rahim al-Kib; rząd ma zostać sformowany najpóźniej do 23 listopada[204].
- 2 listopada New York Times poinformował, że przywódcy zbrojnych milicji odmówili złożenia broni do czasu ratyfikowania nowej konstytucji i oczekują zachowania wpływu na decyzje polityczne[204].
- 18 listopada Zgromadzenie Ogólne ONZ głosując 123-4-6 przywróciło członkostwo Libii w Radzie Praw Człowieka ONZ. Libia została zawieszona w prawach tej Radzie 1 marca[205].
- 19 listopada na południu Libii ok. 50 kilometrów od miasta Aubari, wraz z kilkoma współpracownikami schwytany został Saif al-Islam al-Kaddafi[206].
- 20 listopada pod miastem Birak zatrzymany został Abdullah al-Senussi[207].